# Наумов, Аполлос Иванович
Аполлос Иванович Нау́мов (4 (15) декабря 1719 — 2 (13) мая 1792, Санкт-Петербург) — российский государственный деятель, обер-прокурор Святейшего Синода.
С 1764 года был секретарём Московской Синодальной Конторы, а с 1772 года в чине надворного советника перешёл на ту же должность секретаря в Святейшем Синоде, где в 1774 году занял должность обер-секретаря; 28 июня 1786 года назначен обер-прокурором Святейшего Синода в чине статского советника.
Под его руководством, как и раньше, Синод исполнял приказания Императрицы, а также и его собственные предложения, касавшиеся упорядочения церковного управления, если таковые не расходились с интересами Синода. Если же члены Синода иначе понимали дело, то они решали его по своему усмотрению, не обращая внимания на недовольство обер-прокурора.
Будучи уже преклонных лет, Наумов подал прошение об увольнении, «за старостью и болезнями», и 26 июля 1791 года получил отставку.
Скончался 2 мая 1792 года в Петербурге. Погребен на Смоленском кладбище.